# Wiktor Piotrowicz
Wiktor Piotrowicz ps. Wiesław Żyliński (ur. 16 lutego 1900 w Kownie, zm. 3 grudnia 1954 w Londynie) – urzędnik, historyk, publicysta i krytyk literacki związany w okresie międzywojennym z prasą wileńską. 

## Życiorys
Uczęszczał do gimnazjum w Kownie, później w Petersburgu (z polskim językiem wykładowym). W 1918 wrócił do Kowna, wstąpił do Polskiej Organizacji Wojskowej, był współzałożycielem pisma „Dziennik Polski”., Współredagował czasopismo „Ziemia Kowieńskia”. W 1920 rozpoczął studia polonistyczne w Uniwersytecie Stefana Batorego w Wilnie. W lipcu 1920 wstąpił jako ochotnik do Wojska Polskiego, został przydzielony do Biura Prasowego Naczelnego Dowództwa. Kontynuował studia, a w latach 1922–1923 był prezesem Koła Polonistów Studentów Uniwersytetu Stefana Batorego i członkiem zarządu Oddziału Wileńskiego Związku Literatów Polskich. W 1925 był współredaktorem „Tygodnika Wileńskiego”, w latach 1927–1931 należał do Komitetu Redakcyjnego „Źródeł Mocy”. Od 1928 kierował Wydziałem Wyznań Chrześcijańskich w Ministerstwie Wyznań Religijnych i Oświecenia Publicznego w Warszawie. Po roku wrócił do Wilna i objął stanowisko kierownika Oddziału Wyznaniowego Urzędu Wojewódzkiego (radca wojewódzki). W połowie lat 30. został przeniesiony do Warszawy. Do 1939 był naczelnikiem wydziału Społeczno-Politycznego w Departamencie Politycznym Ministerstwa Spraw Wewnętrznych.   
Po wybuchu II wojny światowej przez Rumunię przedostał się do Francji, wstąpił tam do oddziałów Wojska Polskiego. Po klęsce Francji, ze swoim oddziałem znalazł się w Anglii. Był doradcą rządu w sprawach wyznaniowych, współpracował z wydawnictwami polskich ministerstw w Londynie, kierował też nasłuchem radiowym działu informacji w emigracyjnym Ministerstwie Informacji i Dokumentacji. Po wojnie pozostał w Londynie. Tam pod ps. Wiesław Żyliński publikował artykuły w tygodniku „Życie”.  
Był mężem Jadwigi z Wokulskich, polonistki, z którą miał córkę Różę, po mężu Ostrowską.  
Zmarł w Londynie. Pochowany na cmentarzu Old Brompton.  

## Ordery i odznaczenia
- Złoty Krzyż Zasługi (9 listopada 1931)[3]

## Wybrane publikacje
- Z zagadnień wyznaniowych w Polsce, Wilno 1929.
- W nawiasie literackim szkice z zagadnień kultury, literatury i teatru, Wilno 1930.
- Wyznania religijne w województwie wileńskiem, Wilno 1930.
- Unja czy demonstracja? O obrządku wschodnio-słowiańskim w Polsce, Wilno: L. Chomiński 1931.
- Współcześni poeci wileńscy, Wilno 1931.
- Unja i dyzunja kościelna w Polsce, Wilno 1933.
- Marjan Zdziechowski w pięćdziesięciolecie twórczości pisarskiej, Wilno 1934.
- Wschodnie zagadnienia wyznaniowe,  Warszawa: Gebethner i Wolff 1939.